# 수도로
수도로는 경기도 부천시 원미구 약대동에서 도당동을 거쳐 오정구 원종동 원종교사거리까지 잇는 도로이다.